# Množično izumrtje
Množično izumrtje je nagel padec raznovrstnosti in številčnosti flore in favne. Zgodi se, ko naraste stopnja izumiranja napram stopnji speciacije. Ker je večina biomase na Zemlji mikrobna in jo je zaradi tega težko opazovati, so zabeležena izumiranja povezana samo z makrobiotskim življenjem, ki je laže merljivo.
Preko 99% zbeleženih vrst je sedaj izumrlih,  vendar izumiranje ni linearno, ampak naključno. Glede na fosile izumre od 2 do 5 družin vodnih vretenčarjev in nevretenčarjev vsakih milijon let. Vodni fosili se uporabljajo za meritev stopnje izumiranja zaradi večjega števila in globalne razporejenosti.
Od začetka življenja je nekaj večjih dogodkov izumrtja preseglo povprečno stopnjo izumiranja. Nam najbližji, Kredno-terciarno izumrtje se je zgodil pred 65,5 mio leti in je pomenil izginotje flore in favne v geološko kratkem času. V zadnjih 540 mio letih je bilo kar 5-20 večjih dogodkov (odvisno od pojmovanja večji dogodek in načina merjenja), kjer je izumrlo več kot 50% vseh živalskih vrst. Verjetno so bila večja izumiranja tudi v arhaiku in proterozoiku, vendar takrat še niso obstajale živali s tršimi telesnimi deli, ki bi pustili pomembnejše fosile.

## Večja izumrtja
Kot mejnik je objava leta 1982, ko sta Jack Sepkoski in David M. Raup identificirala 5 masovnih izumrtij: 
1. Kredno-terciarno izumrtje (K-T oz. K-Pg izumrtje) – 65,5 mio let. Okoli 17% vseh družin, 50% vseh rodov[3] in 75% vrst je izumrlo.[4] V morjih je izumrlo 33% vseh pritrjenih živali. Dogodek je povzročil prevlado sesalcev in ptičev.

1. Triasno-jursko izumrtje– 205 mio let. Okoli 23% vseh družin in 48% vseh rodov (20% morskih družin in 55% morskih rodov) je izumrlo. [3] Večina nedinozavrskih archosaurov, therapsidov (predhodnikov sesalcev) in večjih amfibij je izumrla. Kot posledica so dinozavri ostali brez konkurence na kopnem. V morjih so archosauri še naprej prevladovali.

1. Permsko-triasno izumrtje – 251 mio let. Največje izumrtje je povzročilo izgubo 57 % vseh družin in 83% vseh rodov[3] (53 % morskih družin, 84 % morskih rodov, okoli 96 % vseh morskih vrst in 70 % kopenskih vrst, vključno z žuželkami.[5] Izumiranje rastlin ni popolnoma jasno.[6] Veliko umiranje je končalo primat synapsidov (sesalcem podobnih plazilcev). Repopulacija vretenčarjev je trajala dlje kot pri drugih dogodkih, kar 30 mio let. [7]  Izpraznjen prostor je pomenil priložnost za archosaure.

1. Devonsko izumrtje – 360–375 mio let. Konec devona je serija zaporednih izumrtij povročila izgubo 19% vseh družin, 50% vseh rodov[3] in 70% vseh vrst. Izumiranje je verjetno trajalo 20 mio let.

1. Ordovicijsko-silursko izumrtje (O-S izumrtje) – 440–450 mio let. Dva zaporedna dogodka sta povzročila izgubo 27% vseh družin in 57% vseh rodov [3]

Starejši kot je fosil, teže je razbrati koristne podatke:
- Starejše fosile je teže najti, ker so zakopani znatno globoko v kamnu.
- Datiranje starejših fosilov je težje.
- Produktivne fosilna ležišča so bolje raziskana kot neproduktivna. Tako ostajajo celotne periode neraziskane.
- Določene prazgodovinske motnje lahko zmotijo proces nalaganja usedlin.
- Ohranitev fosilov na kopnem variira, toda morski fosili so bolje ohranjeni. [8]

## Manjša izumrtja
Manjša izumrtja:
| Perioda     | Začetek dogodka | Ime                                   | Konec dogodka      | Vzrok                                                      |
| ----------- | --------------- | ------------------------------------- | ------------------ | ---------------------------------------------------------- |
|             |                 | Kvartarno izumrtje                    | 50000 let do danes | Človek in/ali klimatske spremembe (ledena doba,…)          |
| Neogen      | 23,03 mio let   | Miocensko izumrtje                    | 14,5 mio let       | Padec kometa (Nördlinger Riesova depresija v Afriki)       |
|             |                 | Eocen–Oligocen                        | 33,9 mio let       | Vulkani ? Padec kometa v Chesapeake Bay in Popigai krater? |
| Kreda       | 145,5 mio let   | Aptiansko izumrtje                    | 117 mio let        | Vulkanske aktivnosti v Rahjamalu, Bengalija?               |
|             |                 | Izumrtje konec jure                   | 145,5 mio let      |                                                            |
| Jura        | 199,6 mio let   | Toarcianski dogodek                   | 183 mio let        |                                                            |
| Perm        | 299 mio let     | Olsonovo izumrtje                     | 270 mio let        |                                                            |
| Karbon      | 359,2 mio let   | Kolaps karbonskega deževnega pragozda | 318 mio let        |                                                            |
|             |                 | Konec Silurja                         | 416 mio let        |                                                            |
|             |                 | Laujev dogodek                        | 420 mio let        |                                                            |
|             |                 | Muldejev dogodek                      | 424 mio let        | Globalni padec nivoja morja?                               |
| Silur       | 443,7 mio let   | Irevikenski dogodek                   | 428 mio let        | Globokomorska anoksija?                                    |
|             |                 | Kambrijsko-Ordovovicijsko izumiranje  | 488 mio let        | Glaciacija oz. pomanjkanje kisika v morski vodi?           |
|             |                 | Dresbachiansko izumrtje               | 502 mio let        |                                                            |
| Kambrij     | 542 mio let     | Botomianski dogodek                   | 517 mio let        |                                                            |
| Predkambrij | 4567,17 mio let | Izumrtje konec ediacarana             | 542 mio let        | Morksa anoksija?                                           |

## Evolucijska pomembnost dogodka
Množična izumrtja so včasih pospešila evolucijo življenja na Zemlji. Ko neka skupina prevzame prevlado, se zelo redko to zgodi zato, ker bi bila nova skupina superiorna v primerjavi s prejšnjo, ampak zato, ker stara skupina izumre in naredi prostor za novo.
Npr. sesalci in sesalcem podobne živali so obstajale skozi prevlado dinozavrov vse do kredno-terciarnega izumrtja, ko je ta dogodek izbrisal vse neleteče dinozavre in naredil prostor za sesalce, da se razvijejo v dominantno skupino. Ironično so dinozavri postali prevladujoči na osnovi triasno-jurskega izumrtja.